# Iwan Karazielidi
Iwan Sawwowicz Karazielidi (kaz. Иван Саввович Каразелиди, trl. Ivan Savvovič Karazelidi) – kazachski judoka.
Zajął siódme miejsce na mistrzostwach świata w 1993; uczestnik zawodów w 1995. Srebrny medalista igrzysk azjatyckich w 1994. Mistrz Azji w 1993 roku. Trener judo.